# Elizabeth Christitch
Elizabeth Christitch   (Patrickswell, 1861 - Londres, 26 de gener de 1933) nom de ploma Ben Hurst fou una periodista, escriptora, poeta, traductora i sufragista irlandesa (i sèrbia).

## Biografia
Elizabeth O'Brien nasqué a Patrickswell, Limerick, Irlanda. Son pare era John O'Brien, procedent de Lough Gur, Comtat de Limerick.
Es va casar amb el coronel Ljubomir N. Christitch (també escrit Hristić) de l'Exèrcit Reial de Sèrbia. Després d'ajudar a fundar la Societat del Sufragi de Dones Catòliques al 1911 (coneguda des del 1923 com a St. Joan's Social and Political Alliance), se n'anà a viure al país d'origen del seu marit i durant la Guerra dels Balcans del 1913, va treballar com a infermera per als soldats serbis. En la Primera Guerra Mundial, col·laborà amb la Creu Roja de Belgrad.
Christitch fou periodista del Tribune, d'alguns diaris de Londres i del Chicago Tribune, i també escrigué ficció per a alguns periòdics. Va traduir a l'anglès l'himne nacional serbi i era aquesta versió la que es cantava a Gran Bretanya durant la guerra.
Christitch usava el pseudònim Ben Hurst. La seua novel·la més coneguda fou The Pride of Garr (L'orgull de Garr, 1925). Escrigué sobre política balcànica i internacional, sobre el sufragi femení i sobre la Home Rule d'Irlanda.
Christitch fou membre del Comité del Fons d'Ajuda de Sèrbia. Ella i una de les seues filles, Annie, foren empresonades a Sèrbia durant tres anys i mig. Christitch aconseguí la llibertat gràcies a la intercessió del papa.
Christitch tingué tres fills. El seu fill fou el general Nikola Christitch de l'Exèrcit Reial Iugoslau i ajudant de camp de tots dos reis, Alexandre I de Iugoslàvia i Pere II de Iugoslàvia.
El papa Benet XV atorgà una benedicció a Christitch pel seu treball. El 1919, Elsabeth Christitch hi tingué una audiència, i aquest va dir: "ens agradaria veure dones electores a tot arreu".
Christitch va morir a Londres el 26 de gener del 1933.

## Premis i reconeixements
- Christitch rebé medalles del govern serbi com de la Creu Roja Americana pel seu treball.

## Obra
- Light and Shade in Albània, 1913
- A word on woman suffrage
- The Slovenes : A Small Nationality, 1918
- The Slovenes and Their Leaders, 1918
- Church conditions in Jugo-slavia, 1920
- Reunion and fusion of the southern slavs, 1921
- The Pride of Garr, 1925